# Conrad Gessner

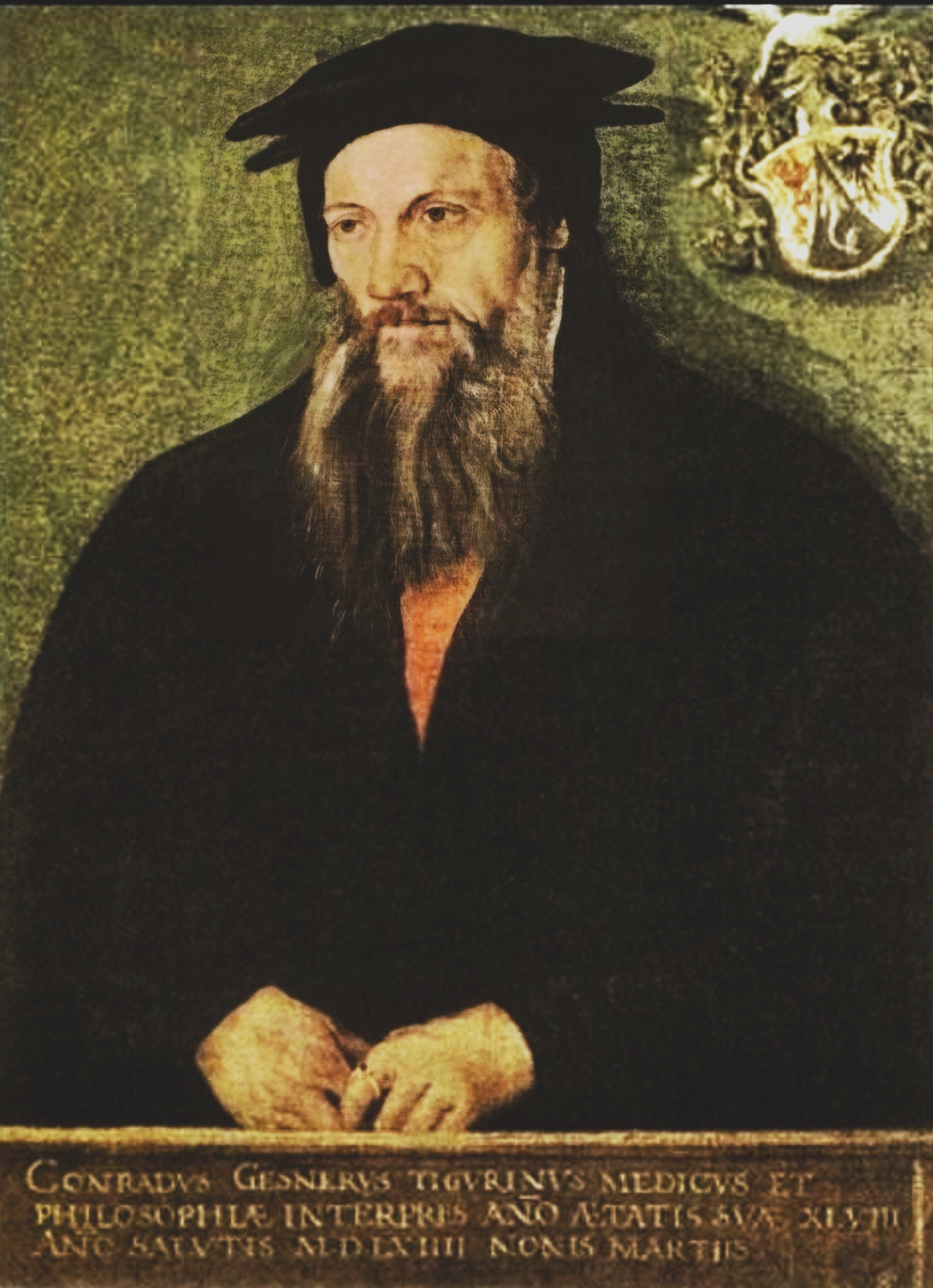
Von Tobias Stimmer im Jahr 1564, kurz vor Gessners Tod, geschaffenes Porträt (Museum zu Allerheiligen, Schaffhausen)

Conrad Gessner (* 16. oder 26. März 1516 in Zürich; † 13. Dezember 1565 ebenda; oder Conrad Gesner, auch: Konrad Gessner oder Konrad Gesner, Konrad Geßner, Conrad Geßner, latinisiert Conradus Gesnerus, gräzisiert Thrasyboulos Gessneros) war ein Schweizer Arzt, Naturforscher, Altphilologe, Humanist, Polyhistor und Enzyklopädist. Sein Pseudonym war Euonymus Philiater, sein offizielles botanisches Autorenkürzel lautet „Gesner“.

## Leben

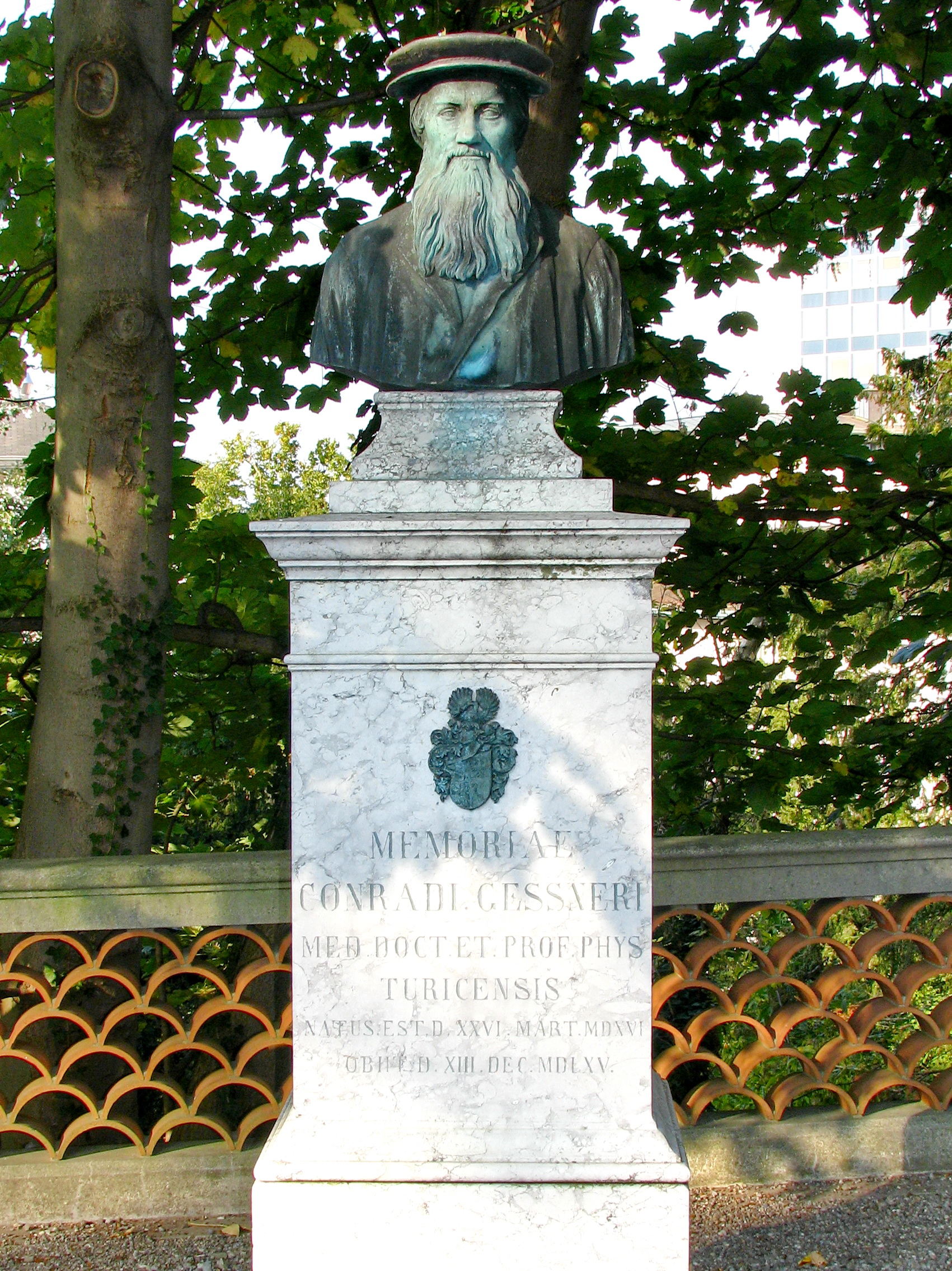
Conrad-Gessner-Denkmal im alten Botanischen Garten Zürich

Gessner wurde als eines von acht Kindern im März 1516 in Zürich geboren. Er war ein Sohn des Kürschners Urs Gessner und dessen Frau Agathe, geborene Frick. Da seine Familie nicht genug Geld hatte, um ihn zu ernähren, kam Gessner im Alter von fünf Jahren zu seinem Grossonkel Johannes Frick, einem Kaplan des Zürcher Grossmünsters. Im Garten des Großonkels wurde seine lebenslange Liebe zur Botanik geweckt. Er besuchte zunächst die Deutsche Schule, die er aber nach drei Jahren für die Lateinschule des Grossmünsters Zürich verliess.
1526 kam Gessner zu seinem Lehrer Oswald Myconius, bei dem er drei Jahre lang lebte, bevor er 1529 in das Haus von Johann Jakob Ammann zog. Gleichzeitig wechselte er an die reformierte Hochschule Huldrych Zwinglis, wo er weiteren Sprachunterricht erhielt und auch die theologischen Veranstaltungen Zwinglis besuchte.
Im Jahr 1531 wurde das erste und einzige im 16. Jahrhundert in Altgriechisch gesprochene Theaterstück, an der Lateinschule durch seinen Lehrer Georg Binder inszeniert, in Zürich vorgetragen, und Gessner spielte als bei weitem jüngstes Mitglied der Gruppe gleich zwei Rollen, was seine ausserordentlichen Griechischkenntnisse zeigt. Noch im selben Jahr starben sowohl Gessners Vater wie auch Huldrych Zwingli im zweiten Kappelerkrieg, was Gessner hart traf.
Gessner zog 1532 nach Strassburg zum Hebraisten Wolfgang Capito, wo er Hebräisch lernte und den deutlich älteren Buchdrucker Wendelin Rihel in Altgriechisch unterrichtete. Daneben beherrschte er Deutsch, Französisch, Italienisch, Niederländisch, Lateinisch, Griechisch und Arabisch. Es folgten mehrere Jahre des ständigen Wohnortwechsels (so Bourges und Paris) und Medizinstudiums. 1534 wurde Gessner Lehrer in Zürich und heiratete Barbara Singysen; eine Entscheidung, die von seinem Umfeld sehr missbilligt wurde. 1537 wurde Gessner Griechischprofessor in Lausanne. 1540 setzte er seine medizinische Ausbildung in Montpellier fort. 1541 erlangte er den Doktorgrad an der Universität Basel. Er kehrte nach Zürich zurück und wurde Professor der Naturwissenschaften (Physik) an der Hohen Schule und liess sich zudem als Arzt in Zürich nieder.
1554 wurde Gessner als Nachfolger von Jakob Ruf zum Zürcher Stadtarzt ernannt. 1558 folgte die Ernennung zum Kanonikus.
Im Jahr 1559 ging Gessner zu Kaiser Ferdinand I. nach Augsburg. 1564 erhielt er von diesem auch einen Wappenbrief. Wegen seiner eigenen Kinderlosigkeit ging dieser auf die Nachfahren seines Onkels Andreas Gessner über.
1565 starb Conrad Gessner an der Pest, nachdem er im selben Jahr auch den Reformator Heinrich Bullinger behandelt hatte.

## Wirken

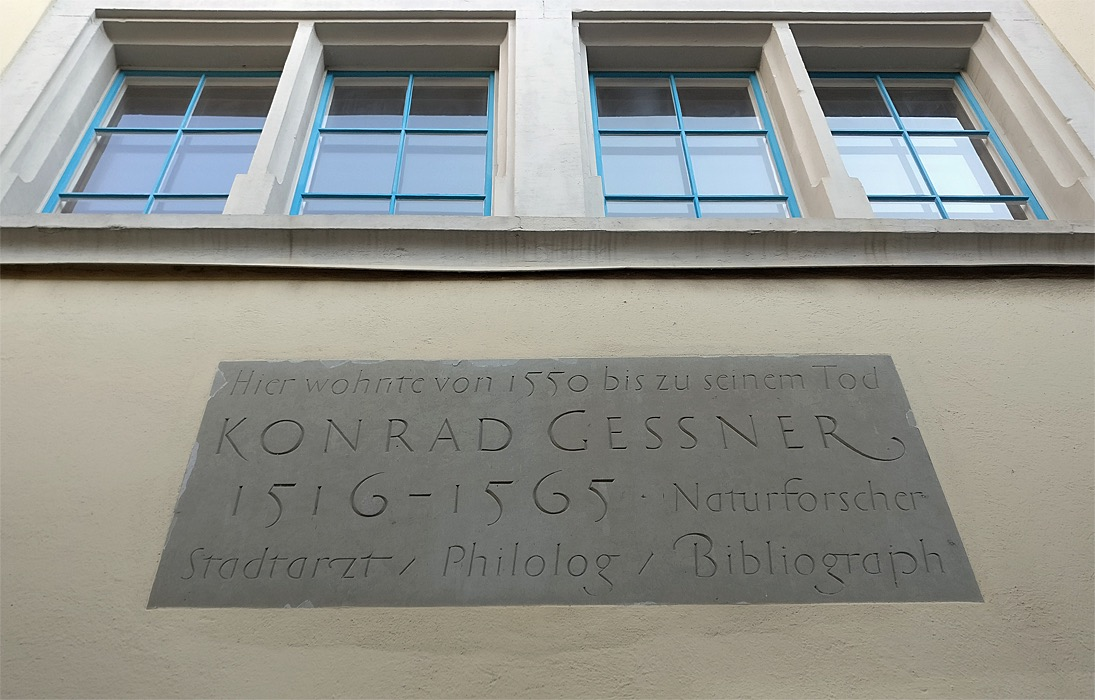
Gessners Wohn- und Sterbehaus an der Frankengasse in Zürich

Gessner versuchte, das rasch wachsende Wissen seiner Epoche systematisch zu sichten und zu erschliessen. Bedeutungsvoller Neuerer war Gessner darin, dass er Tierversuche und Selbstversuche zu medizinischen Zwecken durchführte.
Sein Ziel war, die gedruckte und ungedruckte Buchproduktion in Latein, Griechisch und Hebräisch zu verzeichnen, damit in Zukunft die Kenntnis der Bücher vor ihrem Verlust und ihrer Vernichtung (Büchersturm) schützen werde. Im ersten, 1545 von Christoph Froschauer publizierten Teil seiner Bibliotheca universalis bibliographierte Gessner auf über 1000 Seiten rund 10'000 Werke mit Inhaltsangaben; er legte damit die Grundlagen des Bibliographierens und der modernen Lexikografie. Im zweiten Teil wurden die Bücher nach Wissenschaften aufgeschlüsselt: Zu diesem Zweck verwendete er eine Systematik von 21 Fachgebieten, wie sie sein Lehrer Konrad Pellikan am Buchbestand der Stiftsbibliothek Grossmünster (Zentralbibliothek Zürich) seit 1532 erprobt hatte. Die Abteilungen 1–19 erschienen 1548 unter dem Titel Pandectae sive Partitionum universalium, beginnend mit der Grammatik. Die 20. Abteilung über Medizin kam aus Geldmangel – das Werk verkaufte sich nicht so gut wie erwartet – nicht heraus, und die 21. Abteilung über Theologie unter dem Titel Partitiones theologicae, 1549 ebenfalls bei Froschauer publiziert, beschloss das Werk. Gessner brauchte die Technik des Arbeitens mit bibliographischen Zetteln, die er als erster beschreibt.
Sein bekanntestes Werk ist die vierbändige Historia animalium, die postum um einen fünften Band ergänzt wurde. Das Werk erschien zwischen 1551 und 1558. Bei der Gliederung orientierte sich Gessner an den Vorgaben des Aristoteles (Historia animalium) und Albertus Magnus (De animalibus). In diesem Buch ist eine Reihe von Tieren aufgeführt, die heute als Fabeltiere gelten, etwa das Einhorn, deren Existenz aber auch von Gessner kritisch betrachtet wird. Das Werk ist wie folgt gegliedert:
1. Quadrupedes vivipares. 1551.
2. Quadrupedes ovipares. 1554.
3. Avium natura. 1555.
4. Piscium & aquatilium animantium natura. 1558.

Als fünfter Band folgte 1587 ein Band zu den Schlangen aus seinem Nachlass. Die Folianten sind mit Holzschnitten bebildert, darunter das Rhinocerus von Albrecht Dürer sowie die Giraffe aus Bernhard von Breydenbachs Peregrinatio in terram sanctam und Fischbilder von Hans Asper. 65 Tafeln legte Gessner selbst an.
Das 1552 unter Gessners Pseudonym Euonymus Philiater veröffentlichte, als Thesaurus Euonymi Philiatri de remediis secretis betitelte Werk Thesaurus de remediis secretis stellte das Wissen über Chemie bzw. Alchemie, Arzneimittel und Medizin zusammen und wurde 1555 ins Deutsche übersetzt.
In diesem Thesaurus folgt Gessner der Tradition der Destillierbücher von Johannes de Rupescissa, Hieronymus Brunschwig, Philipp Ulstad und Walther Hermann Ryff. In dem auch die Destillation der Quinta essentia (im umfangreichen Kapitel De quinta essentia remediorum) behandelnden Werk nennt Gessner außer den obengenannten auch die Namen der Autoritäten Arnaldus de Villanova, „Albertus Magnus“, Geber, Bracesco, Cardanus, Adam Lonitzer und Raimundus Lullus sowie die der Autoren Hugo Gordonius und Johannes Ganivetius.
Gessner gilt mit Leonhard Fuchs als Begründer der modernen wissenschaftliche Botanik. Das botanische Werk Stirpium historia (1553) beschreibt die Bedeutung von Pflanzenteilen, insbesondere der Blüten und Früchte, für die Systematik der Pflanzen. In Corpus Venetum de Balneis (1553) publiziert Gessner Analysen von Heilquellen. 1565 verfasste er De omni rerum fossilium genere mit einer systematischen Einteilung der Fossilien und Minerale in 15 Klassen.
Gessner übersetzte zahlreiche griechische Autoren ins Lateinische: Michael von Ephesos (1541), Porphyrios (1542), Proklos (1542), Johannes Stobaios (1543), Herakleides Pontikos (1544), Antonius von Melissa (1546), Tatian (1546), Claudius Aelianus (1556), Athenagoras (1557), Hanno von Karthago (1559), Cassius Iatrosophista (1562) und Dioskurides (1562/1565). Er schrieb Kommentare zu Hippokrates (1550), Xenokrates aus Aphrodisias’ Alimento ex aquatilibus (1559) und Epiphanius von Constantias De XII gemmis quae erant in veste Aaronis (1565). Außerdem gab Gessner eine überarbeitete Ausgabe der Werke des Aristoteles und die erste Ausgabe von Mark Aurels Meditationes (1559) heraus.
In seinem letzten Lebensjahrzehnt arbeitete Gessner an einer Gesamtdarstellung des Pflanzenreichs, die als Historia Plantarum bekannt wurde. Durch seinen frühzeitigen Tod blieb das Werk unvollendet. Teile daraus wurden  erstmals 1751 durch Casimir Christoph Schmidel unter dem Titel Opera botanica veröffentlicht.
Gessner gilt er als Erstbeschreiber des Minerals Cerussit.

## Schreibweise des Namens
Es sind verschiedene Schreibweisen seines Namens in Gebrauch. Über die „richtige“ Schreibweise herrscht in der Fachwelt keine Einigkeit.
Gessner selbst schrieb seinen Namen in deutschsprachigem Kontext Cůnrat Geſſner (Cuonrat Gessner). Seine Verwandten und Nachkommen schrieben sich Gessner. Der Vorname variiert stärker, unter anderem Cuorat, Cuonrat, Cuonrath, Cuonradt, Conrath, Conradt, Kuonrat. Die im Humanismus übliche Latinisierung des Namens ergab Conradus Gesnerus (mit einfachem s), da eine Folge ssn dem Lateinischen fremd ist. Wohl von der Latinisierung Gesnerus aus hat sich in der Literatur der Name Gesner mit einfachem s verbreitet, wobei der Eintrag in Johann Jacob Leus Allgemeines Helvetisches, Eydgenössisches oder Schweitzerisches Lexicon eine Rolle gespielt haben dürfte. Dieser Schreibweise hat ausserdem der Gessner-Biograf Johannes Hanhart Vorschub geleistet, der zwar selbst Geßner schreibt, aber irrtümlich behauptet, Gessner selbst habe sich Gesner geschrieben. Die Schreibweise Gesner hat Rath verteidigt. In jüngeren Fachpublikationen, z. B. von Urs B. Leu, ist die Schreibung Conrad Gessner üblich.

## Ehrungen

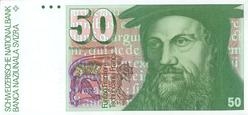
Schweizer 50-Franken-Banknote (1978)

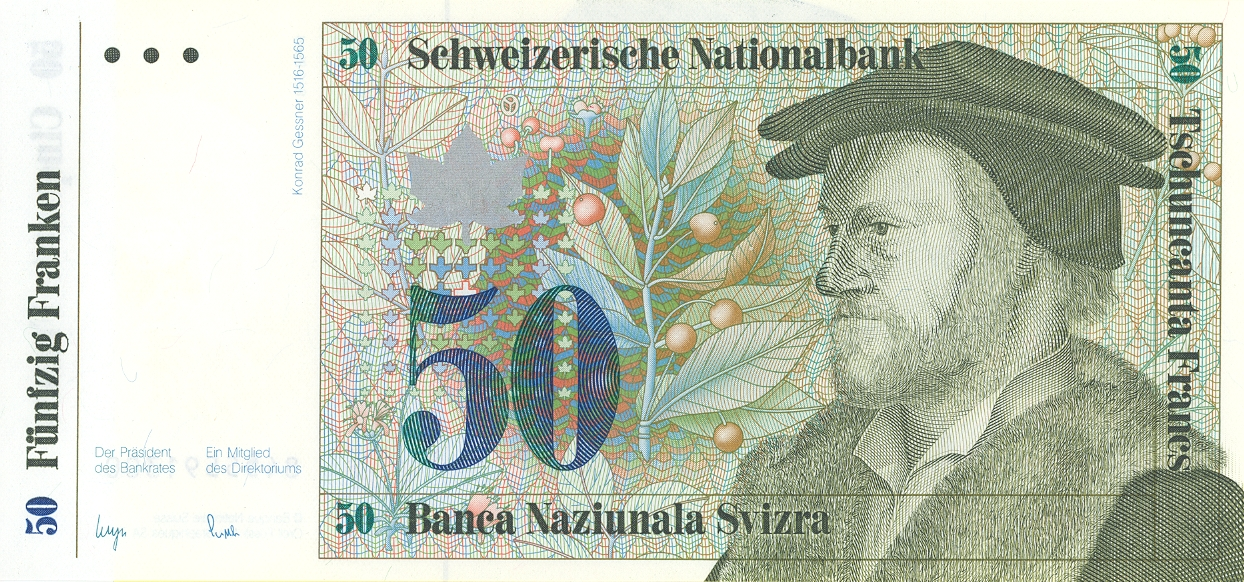
und auf der Reserveausgabe von 1984

Charles Plumier benannte ihm zu Ehren eine Gattung Gesnera der Pflanzenfamilie der Gesneriengewächse (Gesneriaceae). Carl von Linné änderte später diesen Namen in Gesneria.
In Zürich erinnern das Conrad-Gessner-Denkmal und der «Gessner-Garten», ein mittelalterlicher Kräutergarten, im Alten Botanischen Garten an sein Werk. Eine Statue von ihm befindet sich über dem Eingang der Zentralbibliothek Zürich.
Der 50er-Nennwert der sechsten und siebten CHF-Banknotenserie von 1978/1984 zeigt Gessner.
Am 6. Januar 2003 wurde der Asteroid (9079) Gesner nach ihm benannt.
Noch 1946 wurden Abbildungen aus seiner Historia animalium in dem Kinderbuch Schlaufuchs des Berliner Felguth–Verlags zur Illustration von vielen Tiergeschichten verwendet.

## Schriften (Auswahl)
- Lexicon graecolatinum. Johannes Walder, Basel 1537 (Digitalisat).
- Libellus de lacte, et operibus lactariis, philologus pariter ac medicus. Cum epistola ad Jacobum Avienum de montium admiratione. Christoph Froschauer, Zürich 1541 (Digitalisat).
- Historia plantarum et vires ex Dioscoride, Paulo Aegineta, Theophrasto, Plinio, & recentioribus Graecis: iuxta elementorum ordinem […]. Robert Wynter, Basel 1541 (Digitalisat).
- Michaelis Ephesii scholia in Aristotelis libros aliquot: nempe, de iuventute, senectute, vita et morte, de longitudine ac brevitate vitae, de divinatione per somnum. E graeco nunc primum conversa, Conrado Gesnero interprete. Westhemer, Basel 1541 (Digitalisat).
- Catalogus plantarum latine, graece, germanice & gallice […]. Christoph Froschauer, Zürich 1542 (Digitalisat).
- Moralis Interpretatio Errorum Ulyssis Homerici […] Commentatio Porphyrii […] Ex commentariis Procli Lycii […]. Christoph Froschauer, Zürich 1542 (Digitalisat).
- Apparatus et delectus simplicium medicamentorum. Jean & François Frellon, Lyon 1542 (Digitalisat).
- Ioannis Stobei Sententiae ex thesauris Graecorum […]. Christoph Froschauer, Zürich 1543 (Digitalisat).
- Onomasticon propriorum nominum, virorum, mulierum, […]. In: Latinae linguae dictionarium, ab Ambrosio Calepino […].  Hieronymus Curione, Basel 1544 (Digitalisat).
- Heraclidis Pontici, Qvi Aristotelis aetate uixit, Allegoriae in Homeri fabulas de dijs. Oporinus, Basel 1544 (Digitalisat).
- Bibliotheca universalis, sive Catalogus omnium scriptorum locupletissimus in tribus linguis Latina, Graeca & Hebraica […]. Christoph Froschauer, Zürich 1545 (Digitalisat).
- […] Sententiarum sive capitum, theologicorum praecipue, ex sacris & profanis libris, tomi tres: per Antonium & Maximum Monachos olim collecti, Antonii Loci Melissa inscripti, numero sunt 175, Maximi vero 71. Abbae Maximi, philosophi, confessoris & martyris, Aphorismorum seu capitum de perfecta charitate & alijs virtutibus christianis ad elpidium presbyterum centuriae III. Theophili sexti Antiochensis episcopi De Deo & fide christianorum contra gentes institutionum libri tres ad Autolycum. Tatiani Assyrij, iustini martyris discipuli, Oratio contra Graecos: omnia nova, & antea nunquam edita, praeter Maximi centurias, nunc etiam castigatiores Christoph Froschauer, Zürich 1546 (Digitalisat).
- Pandectarum sive partitionum universalium … libri XXI. Christoph Froschauer, Zürich 1548 (Digitalisat).
- Naturalis scientiae Totius Compendium […]. Johannes Oporin, Basel 1548 (Digitalisat).
- Naturalis scientiae totius compendium, ex Aristotele, & alijs philosophis, Hermolao Barbaro Patricio Veneto autore, innumeris, quibus antea scatebat, mendis nunc demum D. Conradi Gesneri […] opera ac studio purgatum. Cui accessit, Hieronymi VVildenbergij Aurimontani in uniuersam Aristotelis physicam epitome, […] Cum rerum & uerborum memorabilium indice.  Oporin, Basel 1548 (Digitalisat).
- Onomasticon propriorum nominum. In: Dictionarium linguae latinae auctore primo Ambrosio Calepino […]. Hieronymus Curione, Basel 1549 (Digitalisat).
- Partitiones theologicae. Christoph Froschauer, Zürich 1549 (Digitalisat).
- Historia animalium. lib. I. de quadrupedibus viviparis. Christoph Froschauer, Zürich 1551 (Digitalisat).
- Thesaurus Euonymi Philiatri, de remediis secretis, liber physicus, medicus, & partim etiam chymicus, & oeconomicus in vinorum diversi saporis apparatu, medicis & pharmacopolis omnibus praecipue necessarius, nunc primum in lucem editus. Andreas Gessner & Rudolph Wyssenbach, Zürich 1552 (Digitalisat).
  - Thesaurus Euonymi Philiatri, de remediis secretis, liber physicus, medicus, & partim etiam chymicus, & oeconomicus in vinorum diversi saporis apparatu, medicis & pharmacopolis omnibus praecipue necessarius, nunc primum in lucem editus. Andreas Gessner, Zürich 1554 (Digitalisat).
  - Ein kostlicher theurer Schatz Euonymi Philiatri. Übersetzung durch Johannes Rudolf Landenberger. 1555.
  - Der erste Theil des köstlichen und theuren Schatzes Euonymi Philiatri […]. Geßner, Zürich 1583 (Digitalisat).
  - Ander Theil des Schatzs Euonymi […]. Geßner, Zürich 1583 (Digitalisat).
- Icones animalium. Christoph Froschauer, Zürich 1553 (Digitalisat).
  - Icones animalium quadrupedum viviparorum et oviparorum, quae in historiae animalium Conradi Gesneri libro I. et II. describuntur, cum nomenclaturis singulorum latinis, graecis, italicis, gallicis, et germanicis plerunque, et aliarum quoque linguarum, certis ordinibus digestae. Christoph Froschauer, Zürich 1560 (Digitalisat).
- Lexicon rei herbariae trilingue […]. Wendel Rihel, Straßburg 1553 (Digitalisat).
- Historia animalium liber II. De quadrupedibus oviparis. Christoph Froschauer, Zürich 1554 (Digitalisat).
  - Thierbuch, Das ist, Außfuͤhrliche beschreibung, und lebendige ja auch eigentliche Contrafactur und Abmahlung aller Vierfüssigen thieren, so auff der Erden und in Wassern wohnen  […]. Cambier, Heidelberg 1606, Übersetzt durch Conrad Forer (Digitalisat)
  - Allgemeines Thier-Buch […]. (= Gesneri Redivivi, aucti & emendati. Band 1), Neuauflage hrsg. von Georg Horstius, Frankfurt am Main 1669, Übersetzt durch Conrad Forer (Digitalisat).
- Appendix bibliothecae Conradi Gesneri. Christoph Froschauer, Zürich 1555 (Digitalisat).
- Historia animalium liber III. qui est de avium natura. Christoph Froschauer, Zürich 1555 (Digitalisat).
  - Vogelbůch. Darinn die art, natur vnd eigenschafft aller voͤglen, sampt jrer waren Contrafactur, angezeigt wirt: allen Liebhaberen der künsten […] Weydleüten vnd Koͤchen […] dienstlich zebrauchen. Christoph Froschauer, Zürich 1557, Übersetzt durch Rudolf Häusli (1514–1600) (Digitalisat).
  - Vogelbuch oder Außführliche beschreibung, vnd lebendige, ja auch eygentliche Controfactur vnd Abmahlung aller vnd jeder Vögel, wie dieselben vnter dem weiten Himmel allenthalben gefunden vnd gesehen werden. Robert Campiers Erben, Frankfurt am Main 1600, Übersetzt durch Rudolf Heusslein (Digitalisat).
  - Vollkommenes Vogel-Buch […]. (= Gesneri Redivivi, aucti & emendati. Band 2) Frankfurt am Main 1669 (Digitalisat).
  - Vollkommenes Vogel-Buch, Zwyter Theil […]. (= Gesneri Redivivi, aucti & emendati. Band 3) Frankfurt am Main 1669 (Digitalisat).
- De raris et admirandis herbis […]. Andreas Gessner f. & Jakob Gessner, Zürich 1555 (Digitalisat).
- Mithridates. De differentiis linguarum tum veterum tum quae hodie apud diversas nationes in toto orbe terrarum in usu sunt. Christoph Froschauer, Zürich 1555 (Digitalisat).
- Chirurgia. De chirurgia scriptores optimi quique veteres et recentiores […]. Andreas Gessner, Zürich 1555 (Digitalisat).
- Appendix bibliothecae Conradi Gesneri […]. Christoph Froschauer, Zürich 1555 (Digitalisat).
- Enchiridion rei medicae triplicis. Andreas Gessner f. & Jakob Gessner, Zürich 1555 (Digitalisat).
- Icones avium omnium, quae in Historia avium Conradi Gesneri describuntur […]. Christoph Froschauer, Zürich 1555 (Digitalisat).
  - Icones avium omnium, quae in Historia avium Conradi Gesneri describuntur […]. Christoph Froschauer, Zürich 1560 (Digitalisat).
- De piscibus et aquatilibus omnibus libelli III novi. Andreas Gessner, Zürich 1556 (Digitalisat).
  - P. Ovidii Nasonis Halievticon: Hoc Est, De Piscibvs Libellus: multo quam ante hac emendiator & scholiis illustratus. Emendantur & Plinii aliquot loca. Andreas und Hans Jakob Geßner, Zürich 1556 (Digitalisat).
- Clavdii Aeliani Praenestini Pontificis Et Sophistae, qui Romae sub Imperatore Antonio Pio vixit […] opera, quae extant omnia […]. Gesner, Zürich 1556 (Digitalisat).
- Sanitatis tuendae praeceptae cum aliis, tum literarum studiosis hominibus, & iis qui minus exercentur, cognita necessaria. Contra luxum conviviorum. Contra notas astrologicas ephemeridum de secandis venis. Andreas Gessner f. & Jakob Gessner, Zürich 1556 (Digitalisat).
  - Sanitatis tuendae praecepta cum aliis, tum literarum studiosis hominibus, et ijs qui minus exercetur, cognitu necessaria. Gesner, Zürich 1560 (Digitalisat).
- […] Athenagorae Apologia pro Christianis, ad imperatores Antoninum & Commodum […]. Heinrich Stephanus, 1557 (Digitalisat).
- Historia animalium liber IIII. qui est de piscium et aquatilium animantium natura. Christoph Froschauer, Zürich 1558 (Digitalisat).
  - Fischbůch. Das ist ein kurtze, doch vollkom[m]ne beschreybung aller Fischen so in dem Meer vnd suͤssen wasseren, Seen, Flüssen, oder anderen Baͤchen jr Wonung habend, […]. Christoph Froschauer, Zürich 1563 (Digitalisat).
  - Fischbuch, Das ist, Außfuͤhrliche beschreibung, lebendige Conterfactur aller vnnd jeden Fischen […]. Cambier, Frankfurt am Main 1598, Übersetzt durch Conrad Forer (Digitalisat).
  - Vollkommenes Fisch-Buch […]. (= Gesneri Redivivi, aucti & emendati. Band 4) Frankfurt am Main 1670 (Digitalisat).
  - Vollkommenes Fisch-Buch, Zweyter Theil. (= Gesneri Redivivi, aucti & emendati. Band 5) Frankfurt am Main 1670 (Digitalisat).
- Ioannis Leonis Africani de totius Africae descriptione libri IX.: […] Arabice primum scripsit author: deinde Italico sermone reddidit: Ioannes Florianus ex Italico Latinum fecit. His recens accedit Hannonis Cathaginensium ducis Navigatio, qua Libycam oram ultra Herculis columnas lustravit. Andreas Gessner f., Zürich 1559 (Digitalisat).
- Iani Dubravii, qui postea Olomucensis episcopus creatus est, De piscinis et piscium qui in eis aluntur naturis libri quinque, ut doctissimi, ita ad rem familiarem augendam utilissimi, ad illustrem virum Antonium Fuggerum. Item Xenocratis De Alimento ex aquatilibus Graece & Latine nunc primum aeditus, imperfectus: cum scholiis Conradi Gesneri. Andreas Gessner f., Zürich 1559 (Digitalisat).
- M. Antonini imperatoris Romani, et philosophi De seipso seu vita sua libri XII. Graece & Latine nunc primum aediti, Guilielmo Xylandro Augustano interprete, qui etiam annotationes adiecit […]. Andreas Gessner f., Zürich 1559 (Digitalisat).
- Nomenclator aquatilium animantium. Christoph Froschauer, Zürich 1560 (Digitalisat).
- In hoc volumine continentur Valerii Cordi Simesusii annotationes in Pedacii Dioscoridis Anazarbei de medica materia libros V. […] eiusdem Val. Cordi historiae stirpium lib. IIII […]. Josias Rihel, Straßburg 1561 (Digitalisat).
  - darin:
    - De hortis Germaniae. (Digitalisat).
    - De tulipa Turcarum. (Digitalisat).
- Casii Iatrosophistae Naturales et medicinales quaestiones LXXXIIII circa hominis natura[m] & morbos aliquot, Conrado Gesnero medico Tigurino interprete, nunc primum editae […]. Zürich 1562 (Digitalisat).
- Stirpium descriptionis liber quintus […]. Josias Rihel, Straßburg 1563 (Digitalisat).
- Εὐπόριστα Pedani Dioscoridis Anazarbei ad Andromachum. Hoc est de curationibus morborum per medicamenta paratu facilia, libri II. nunc primum & Graece editi, & partim a Ioanne Moibano medico Augustano, partim vero post huius mortem a Conrado Gesnero in linguam Latinam conversi: adiectis ab utroque interprete symphoniis Galeni aliorumque Graecorum medicorum […]. Josias Rihel, Straßburg 1565 (Digitalisat).
- De omni rerum fossilium genere, gemmis, lapidibus, metallis et huiusmodi libri aliquot. Jakob Gessner, Zürich 1565 (Digitalisat).

postum
- Historiae animalium lib. V., qui est de serpentium natura […] adjecta est ad calcem Scorpionis insecti historia […]. Froschow, Zürich 1587 (Digitalisat).
  - Schlangenbůch: Das ist ein grundtliche vnd vollkom[m]ne Beschreybung aller Schlangen, so im Meer, suͤssen Wassern vnd auff Erden jr wohnung haben, Sampt der selbigen conterfactung […]. Froschow, Zürich 1589 (Digitalisat).
  - De Serpentibus. Oder Schlangenbuch. Das ist, Ein grundtliche und vollkom[m]ne Beschreibung aller Schlangen, so im Meer, suͤssen Wassern und auff Erden ihr wohnung haben […]. Cambier, Heidelberg 1613 (Digitalisat).
  - De Serpentibus. Oder Schlangen-Buch, Das ist, Eine gruͤndliche und vollkom[m]ene Beschreibung aller Schlangen, so im Meer, suͤssen Wassern und auff Erden ihre Wohnung haben […]. Wilhelm Serlin, Frankfurt am Main 1671 (Digitalisat).

## Neuere Ausgaben
- Allgemeines Thier-Buch. Schlüter, Hannover 1980, ISBN 3-87706-176-1.
- Vollkommenes Vogel-Buch. Schlüter, Hannover 1981, ISBN 3-87706-183-4.
- Vollkommenes Fisch-Buch. Schlüter, Hannover 1981, ISBN 3-87706-186-9.
- Heinrich Zoller, Martin Steinmann, Karl Schmid (Hrsg.): Conradi Gesneri Historia plantarum. Aquarelle aus dem botanischen Nachlass von Conrad Gesner (1516–1565) in der Universitätsbibliothek Erlangen. 8 Bände, Urs Graf, Dietikon-Zürich 1972–1980.
- Heinrich Zoller, Martin Steinmann (Hrsg.): Conrad Gesner: Conradi Gesneri Historia plantarum Gesamtausgabe. 2 Bände, Urs-Graf, Dietikon-Zürich 1987–1991.

### Biographien
Klassische (chronologisch)
- Josias Simmler: Vita clarissimi philosophi et medici excellentissimi Conradi Gesneri Tigurini / conscripta à Iosia Simlero Tigurino. Item Epistola Gesneri de libris à se editis et carmina complura in obitum eius conscripta. His accessit Caspari Wolphii Tigurini medici & philosophi hyposchesis, sive, de Con. Gesneri stirpium historia ad Ioan. Cratonem s. Caes. Maiest. medicum excellentis. pollicitatio. Christoph Froschauer, Zürich 1566 (Digitalisat).
  - [Josias Simmler]: Des weltberühmten Medici, Physici und Polyhistoris, Conradi Gesneri Leben und Schrifften. David Richter, Leipzig/Zittau 1711 (Digitalisat).
- Melchior Adam: Vitae Germanorum medicorum. Jon Rosa, Heidelberg 1620, S. 146–172 (Digitalisat).
- Casimir Christoph Schmidel: Vita Conradi Gesneri Tigurini philosophi et medici summi. In: Casimir Christoph Schmidel: Conradi Gesneri philosophi et medici celeberrimi Opera botanica per duo saecula desiderata quorum pars prima prodromi loco continet figuras ultra CCCC. minoris formae partim ligno excisas partim aeri insculptas omnia ex bibliotheca D. Christophori Iacobi Trew […] nunc primum in lucem edidit et praefatus est D. Casimirus Christophorus Schmiedel […]. Johann Michael Seligmann, Nürnberg 1751, S. [I]–XL (Digitalisat)
- Johannes Hanhart: Conrad Gessner. Ein Beytrag zur Geschichte des wissenschaftlichen Strebens und der Glaubensverbesserung im 16. Jahrhundert. Steiner, Winterthur 1824 (Digitalisat).
- Jacob Achilles Mähly: Gesner, Konrad. In: Allgemeine Deutsche Biographie (ADB). Band 9, Duncker & Humblot, Leipzig 1879, S. 107–120.
- Willy Ley: Conrad Gesner: Leben und Werk (= Münchener Beiträge zur Geschichte und Literatur der Naturwissenschaften und Medizin Nr. 15/16). Münchner Drucke, München 1929

Moderne (alphabetisch)
- Angela Fischel: Gessner, Conrad (Konrad). In: Sikart
- Hans Fischer: Conrad Gessner (26. März 1516–13. Dezember 1565). Leben und Werk. (= Neujahrblatt auf das Jahr 1966 als 168. Stück von der Naturforschenden Gesellschaft in Zürich) Leemann, Zürich 1966 (PDF).
- Hans Fischer (Hrsg.): Conrad Gessner 1516–1565. Universalgelehrter Naturforscher, Arzt. Orell Füssli, Zürich 1967.
- Matthias Freudenberg: Ges(s)ner, Konrad. In: Biographisch-Bibliographisches Kirchenlexikon (BBKL). Band 15, Bautz, Herzberg 1999, ISBN 3-88309-077-8, Sp. 635–650.
- Eduard K. Fueter: Gesner, Konrad. In: Neue Deutsche Biographie (NDB). Band 6, Duncker & Humblot, Berlin 1964, ISBN 3-428-00187-7, S. 342–345 (Digitalisat).
- Urs B. Leu: Gessner, Konrad. In: Historisches Lexikon der Schweiz.
- Urs B. Leu: Conrad Gessner (1516–1565), Universalgelehrter und Naturforscher der Renaissance. Verlag Neue Zürcher Zeitung, Zürich 2016, ISBN 978-3-03810-153-6.
- P. E. Pilet: Gesner, Konrad. In: Dictionary of Scientific Biography. Band 5, 1981, S. 378–379.
- Hans H. Wellisch: Conrad Gessner. A Bio-Bibliography. 2., erweiterte Auflage. IDC, Zug 1984, ISBN 3-85750-061-1.

### Briefwechsel (chronologisch)
- Caspar Wolf (Hrsg.): Epistolarum medicinalium Conradi Gesneri […] libri III. Froschauer, Zürich 1577 (Digitalisat) – 209 Briefe
- Epistolarum medicinalium Conradi Gesneri […] liber quartus. Simon Gronenbergius, Wittenberg 1584 (Digitalisat) – 23 Briefe.
- Caspar Bauhin (Hrsg.): De plantis a divis sanctisve nomen habentibus […] Additae sunt Conradi Gesneri […] Epistolae hactenus non editae. Conrad Waldkirch, Basel 1591 (Digitalisat) – 44 Briefe.
- Ludolf Christian Treviranus: Caroli Clusii, Atrebatis, et Conr. Gesneri, Tigurini, Epistolae ineditae. L. Voss, Leipzig 1830 (Digitalisat).
- Henri Omont: Une lettre de Conrad Gessner a David Chytraeus (1543). In: Centralblatt für Bibliothekswesen. Band 8, Otto Harrassowitz, Leipzig 1891, S. 122–123 (Digitalisat).
- Hans Fischer: Ein unveröffentlichter Brief Conrad Gessners (1516–1565) an Johann Fabricius Montanus (1527–1566) in Chur. In: Gesnerus. Band 3, Nr. 3, 1946, S. 125–130 (doi:10.5169/seals-521257).
- Gernot Rath: Die Briefe Konrad Gessners aus der Trewschen Sammlung. In:
  - Gesnerus. Band 7, Nr. 3–4, 1950, S. 140–170 (doi:10.5169/seals-520834).
  - Gesnerus. Band 8, Nr. 3–4, 1951, S. 195–215 (doi:10.5169/seals-521071).
- Charles Salzmann: Ein Brief von Gerolamo Cardano an Konrad Gessner (1555). In: Gesnerus. Band 13, Nr. 1–2, 1956, S. 53–60 (doi:10.5169/seals-520486).
- Manuel Huth, Tilmann Walter: Der Briefwechsel zwischen Conrad Gessner und Johannes Crato von Krafftheim. In: Urs B. Leu, Peter Opitz (Hrsg.): Conrad Gessner (1516–1565), die Renaissance der Wissenschaften. De Gruyter, Berlin/München/Boston 2019, ISBN 978-3-11-049696-3, S. 377–404 (doi:10.1515/9783110499056-020).

### Zur Rezeption seines Werkes (Auswahl)
- Ann Blair: The Dedication Strategies of Conrad Gessner. In: Gideon Manning, Cynthia Klestinec (Hrsg.): Professors, Physicians and Practices in the History of Medicine. Springer, 2017, ISBN 978-3-319-56513-2 (doi:10.1007/978-3-319-56514-9_8).
- Heinrich Buess: Conrad Geßner und seine Basler Freunde. In: Basler Jahrbuch 1949, S. 59–69.
- Friedrich Dobler: Conrad Gessner als Pharmazeut. Von Ostheim A.G., Zürich 1955 (Zugleich Naturwissenschaftliche Dissertation Zürich).
- Angela Fischel: Natur im Bild: Zeichnung und Naturerkenntnis bei Conrad Gessner und Ulisse Aldrovandi. Mann, Berlin 2009.
- Wolfgang Harms: Bedeutung als Teil der Sache in zoologischen Standardwerken der frühen Neuzeit (Konrad Gesner, Ulisse Aldrovandi). In: Hartmut Boockmann, Bernd Moeller, Karl Stackmann (Hrsg.): Lebenslehren und Weltentwürfe im Übergang vom Mittelalter zur Neuzeit. Politik – Bildung – Naturkunde – Theologie. Bericht über Kolloquien der Kommission zur Erforschung der Kultur des Spätmittelalters 1983 bis 1987 (= Abhandlungen der Akademie der Wissenschaften in Göttingen: philologisch-historische Klasse. Folge III, Nr. 179). Vandenhoeck & Ruprecht, Göttingen 1989, ISBN 3-525-82463-7, S. 352–369.
- Wilfried Kettler: Untersuchungen zur frühneuhochdeutschen Lexikographie in der Schweiz und im Elsass. Strukturen, Typen, Quellen und Wirkungen von Wörterbüchern am Beginn der Neuzeit. Peter Lang, Bern 2008, ISBN 978-3-03911-430-6, S. 626–776 (Die Wortsammlungen von Conrad Gesner).
- Urs B. Leu: Conrad Gesner als Theologe. Ein Beitrag zur Zürcher Geistesgeschichte des 16. Jahrhunderts (= Zürcher Beiträge zur Reformationsgeschichte. 14). Lang, Bern 1990.
- Urs B. Leu, Raffael Keller, Sandra Weidmann: Conrad Gessner’s Private Library (= History of Science and Medicine Library. Band 5). Brill, Leiden/Boston 2008, ISBN 978-90-04-16723-0.
- Urs B. Leu, Mylène Ruoss (Hrsg.): Conrad Gessner, 1516–2016, Facetten eines Universums. Verlag Neue Zürcher Zeitung, Zürich 2016, ISBN 978-3-03810-152-9, S. 53–60.
- Urs B. Leu, Peter Opitz (Hrsg.): Conrad Gessner (1516–1565), die Renaissance der Wissenschaften. De Gruyter, Berlin u. a. 2019, ISBN 978-3-11-049696-3.
- Reinhard Oberschelp: Alte Vogelbilder: Aus dem Altbestand der Gottfried Wilhelm Leibniz Bibliothek. ISBN 3-8271-8834-2. Farbige Abb., Name latinisiert zu „Conradus Gesnerus“: S. 16 Waldrapp (Erstveröff. 1551–1558); S. 17 Seidenschwanz ebenda.
- Eugène Olivier: Les années Lausannoises (1537–1540) de Conrad Gesner. In: Schweizerische Zeitschrift für Geschichte. Band 1, 1951 (Digitalisat).
- Cynthia M. Pyle: Conrad Gessner on the Spelling of his Name. In: Archives of Natural History. Band 27, Nr. 2, 2000, S. 175–186 (doi:10.3366/anh.2000.27.2.175).
- Christa Riedl-Dorn: Wissenschaft und Fabelwesen. Ein kritischer Versuch über Conrad Gessner und Ulisse Aldrovandi (= Perspektiven der Wissenschaftsgeschichte. Band 6). Böhlau, Wien/Köln 1989, ISBN 3-205-05262-5.
- Fiammetta Sabba: La „Bibliotheca universalis“ di Conrad Gesner. Monumento della cultura Europea (= Il bibliotecario. 25). Bulzoni, Rom 2012, ISBN 978-88-7870-621-7.
- Katharina B. Springer, Ragnar Kinzelbach: Das Vogelbuch von Conrad Gessner (1516–1565). Ein Archiv für avifaunistische Daten. Springer, Berlin/Heidelberg 2009, ISBN 3-540-85284-0.